# ヴャチェスラフ・イヴァーノフ

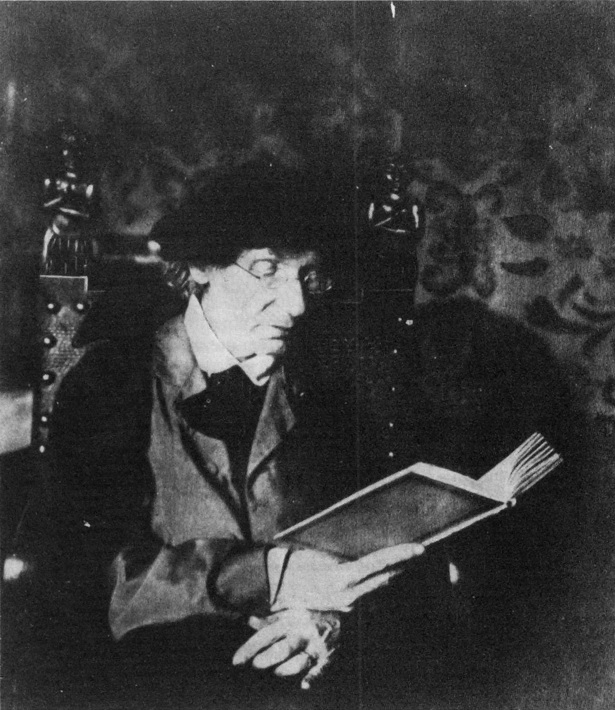
バクー時代のイヴァーノフ

ヴャチェスラフ・イヴァーノフ（ロシア語: Вячесла́в Ива́нович Ива́нов, ラテン文字転写: Vyacheslav Ivanovich Ivanov, 1866年2月28日〔ユリウス暦2月16日〕- 1949年6月16日）は、20世紀ロシアの作家、詩人。

## 生涯
モスクワに生まれ、モスクワ大学へ進学し哲学と歴史を学んだ。このときの教師の一人としてヴィクトル・ヴィノグラードフがあげられる。1886年にベルリン大学へ留学し、テオドール・モムゼンからローマ法と経済を学んでいる。ドイツ滞在中にフリードリヒ・ニーチェの哲学やノヴァーリス、フリードリヒ・ヘルダーリンの文学に影響を受けた。1892年からはローマで考古学の研究に従事し、博士課程を修了。そこで出会った詩人リジヤ・ジノヴィエワ＝アンニバルと1899年に結婚し、アテネ・ジェノヴァ・エジプト・パレスチナへと旅行した。1905年からサンクトペテルブルクで文学サークル「塔」(башня) を主宰し、ロシア象徴主義の第2世代の理論的指導者として活動。ロシア革命後の1920年にバクー大学へ移った後、1924年に亡命してローマに居住。1926年にはカトリックの洗礼を受けた。パヴィア大学やフィレンツェ大学でスラヴ学を講義し、ローマで没した。

## 思想
イヴァーノフの哲学はヨハン・ヴォルフガング・フォン・ゲーテ、ドイツ観念論、スラヴ主義、ウラジーミル・ソロヴィヨフ、ニーチェの影響下に成立した。イヴァーノフは本格的な学識を持ち、詩人であるだけでなく、博学な文献学者、ロシア最高のギリシャ学者、随筆家、批評家でもあった。イヴァーノフの詩は、教会スラヴ語から採られた難解な表現にあふれ注釈を必要とする。彼の思想は保守派・神秘家・アナーキスト・心霊学者・愛国者・共産主義者と表面上は絶えず変化したにもかかわらず、その本質はいつも同じである。それはキリスト教とディオニュソス主義を同一視する傾向であり、その美学はリヒャルト・ワーグナーの立場に近い。
ディオニュソスの悲劇的な運命を強調するイヴァーノフは、「神の手足切断」とその復活を「生の神秘の鍵」と考える。女性と男性、我と汝、単一と多数、自然と人間、地球と太陽はそれぞれディオニュソスとアポロンに対応する。アポロは記憶における幻想の力と個人化の原則を象徴し、ディオニュソスは存在の高陽を具現し、苦痛・犠牲・恐怖・悲劇的忘却などを象徴する、と。
イヴァーノフは彼自身の時代を変化と擾乱の時代と定義する。もろもろの文化は、新しく生まれ変わる前に、死ななければならない。そこで彼は野蛮人の侵入や破壊の仕事を歓迎し、芸術家もまた価値観の転換のために召されていると考えた。1911年以降、モスクワに居住するようになってからはロシアやスラヴ民族の運命に関心を抱き、象徴派運動を民族主義的な方向へ導くのに一役買った。

## 著作

### 詩集
- 『導きの星』Кормчие звёзды（1903年）
- 『エロス』Эрос（1907年）

### 論文集
- 『星を追って』По звёздам（1909年）
- 『あぜと境界』Борозды и межи（1916年）
- 『祖国と宇宙』Родное и вселенское（1917年）